# 薇薇安拱廊街
薇薇安拱廊街（Galerie Vivienne）是巴黎第二区的一条拱廊街，长176（577英尺），宽3（9.8英尺）。它建于1823年，1826年开业，1974年被列为法国历史古迹。

## 历史
薇薇安拱廊街位于皇宫，证券交易所和林荫大道之间，拥有独特的区位优势，吸引了众多顾客，开设了裁缝铺，鞋店，酒庄，餐厅，书店，布店，糖果店等。法兰西第二帝国末期，一些名店迁往香榭丽舍大街。自1960年以来，薇薇安拱廊街再次活跃起来，吸引了时尚和家居用品店，并举行高级时装节目。1986年让-保罗·高缇耶和鸟居由纪的创立帮助薇薇安拱廊街的复活。

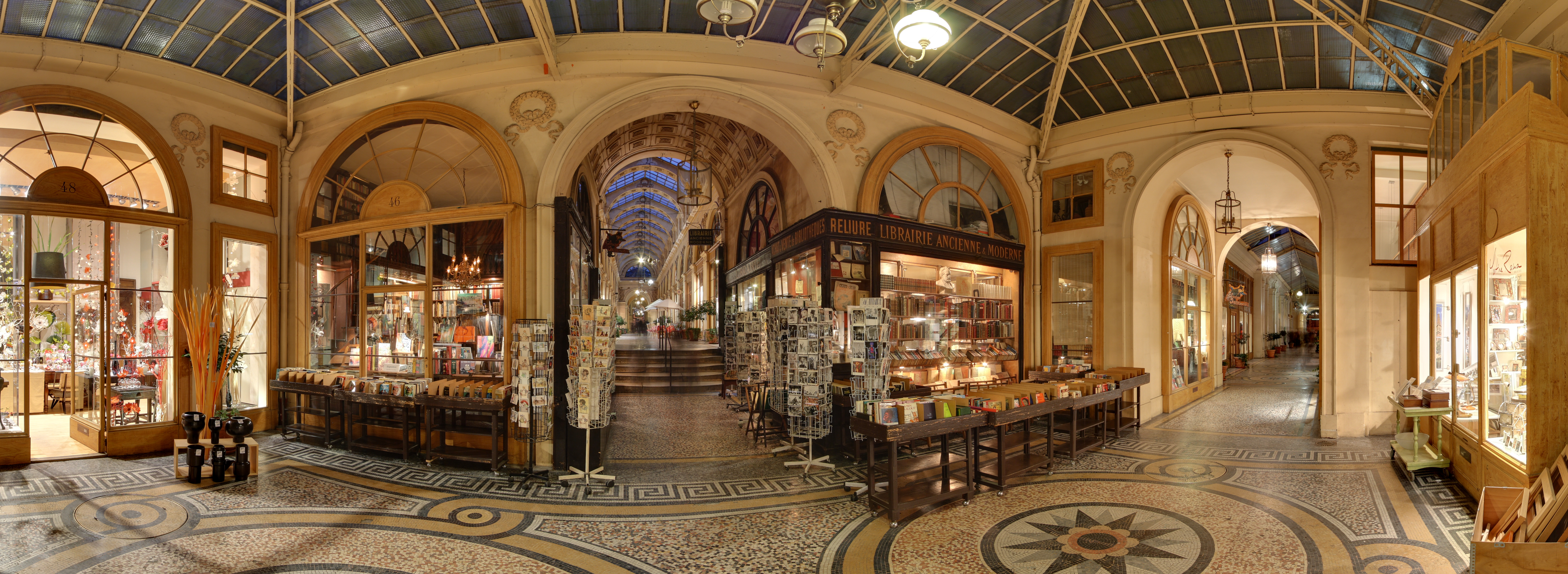
薇薇安拱廊街全景

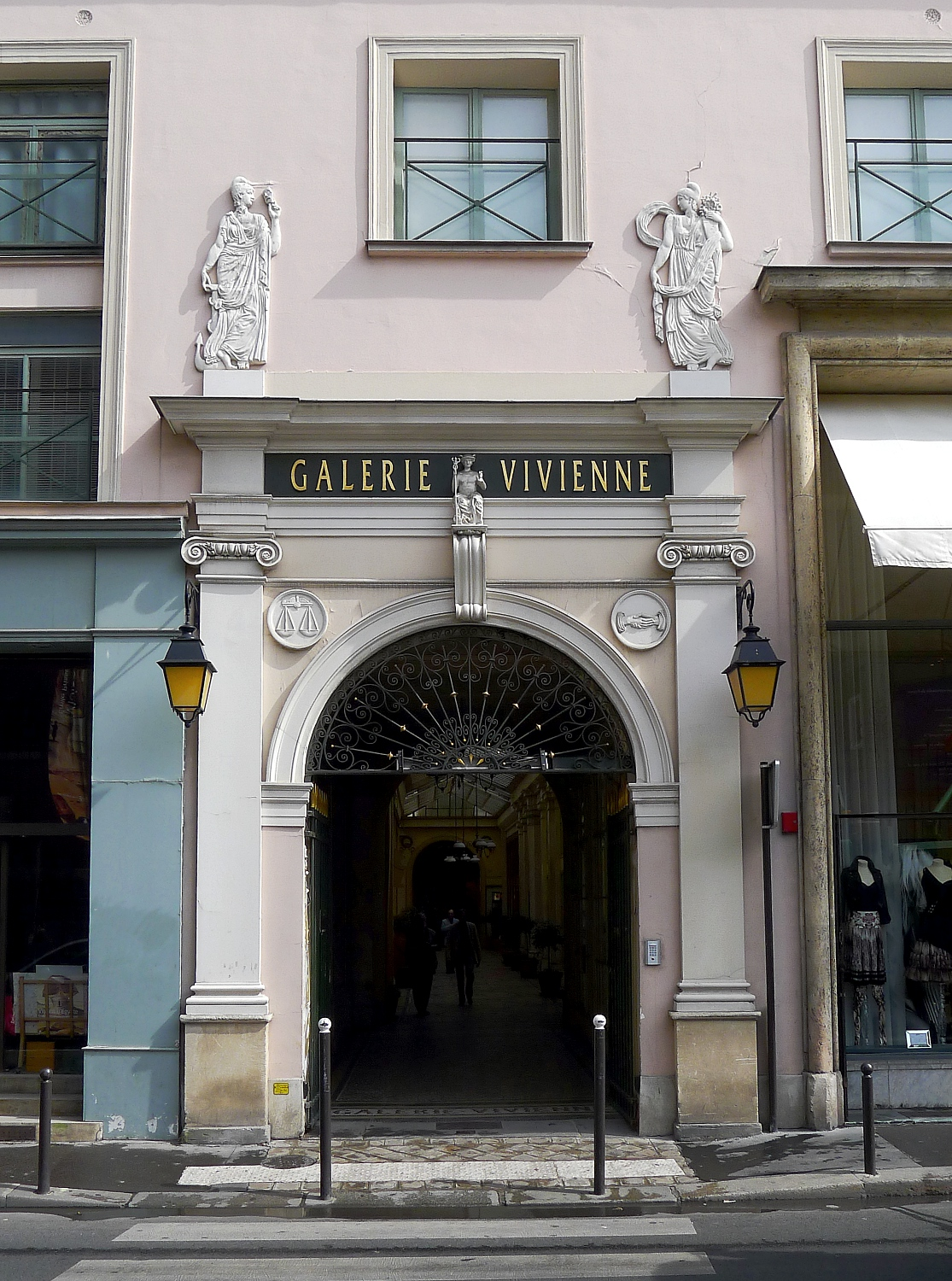
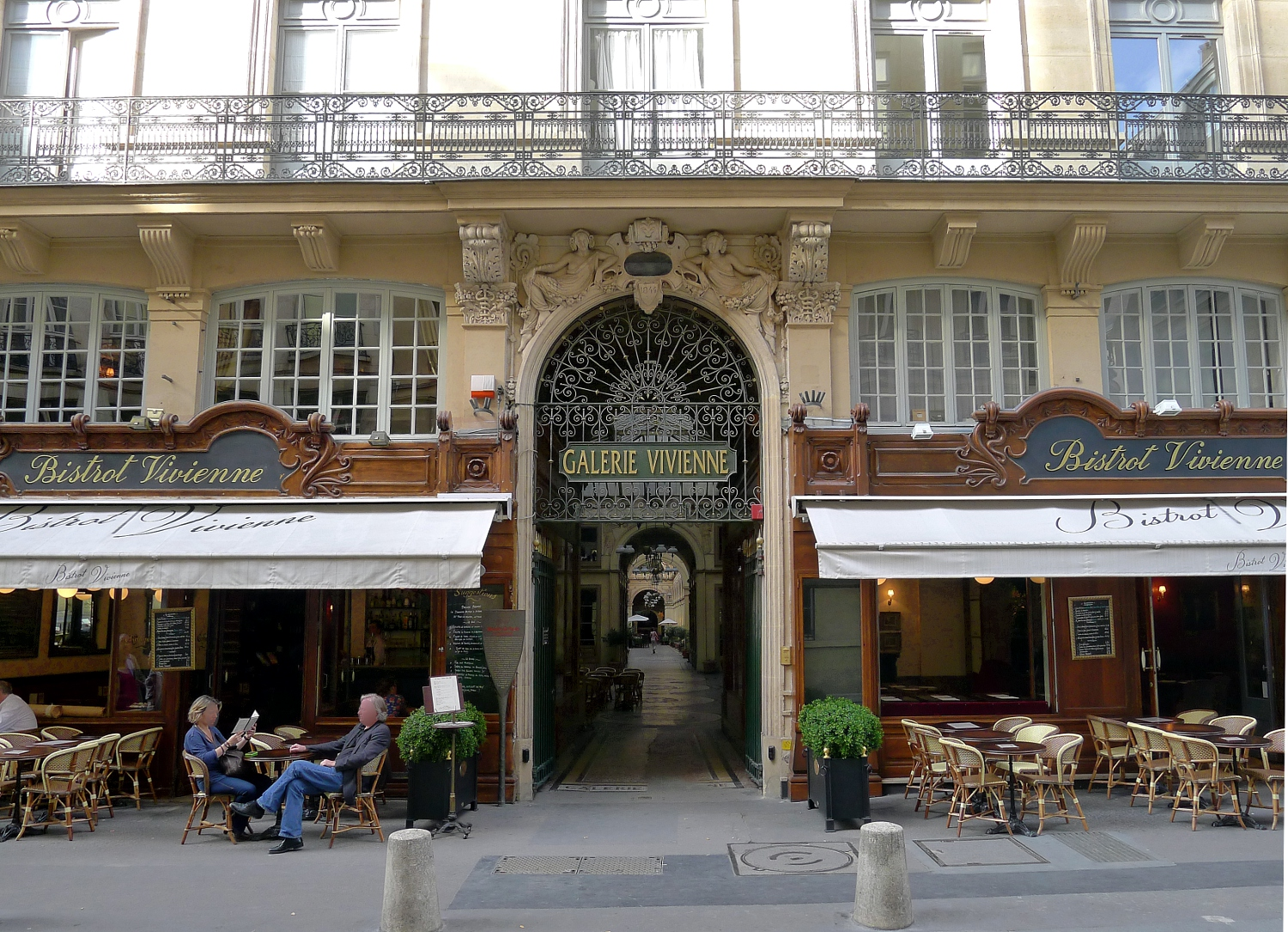
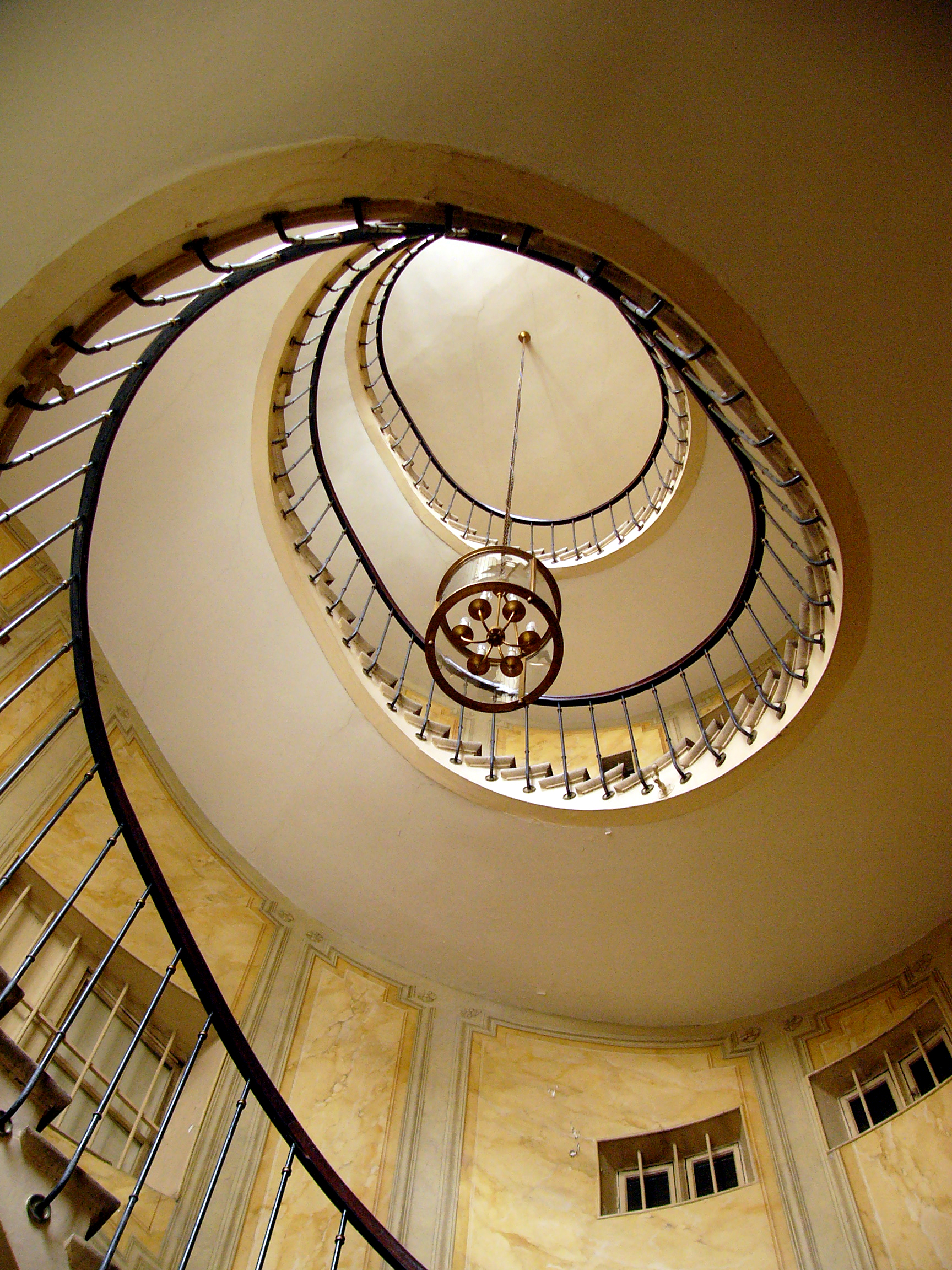
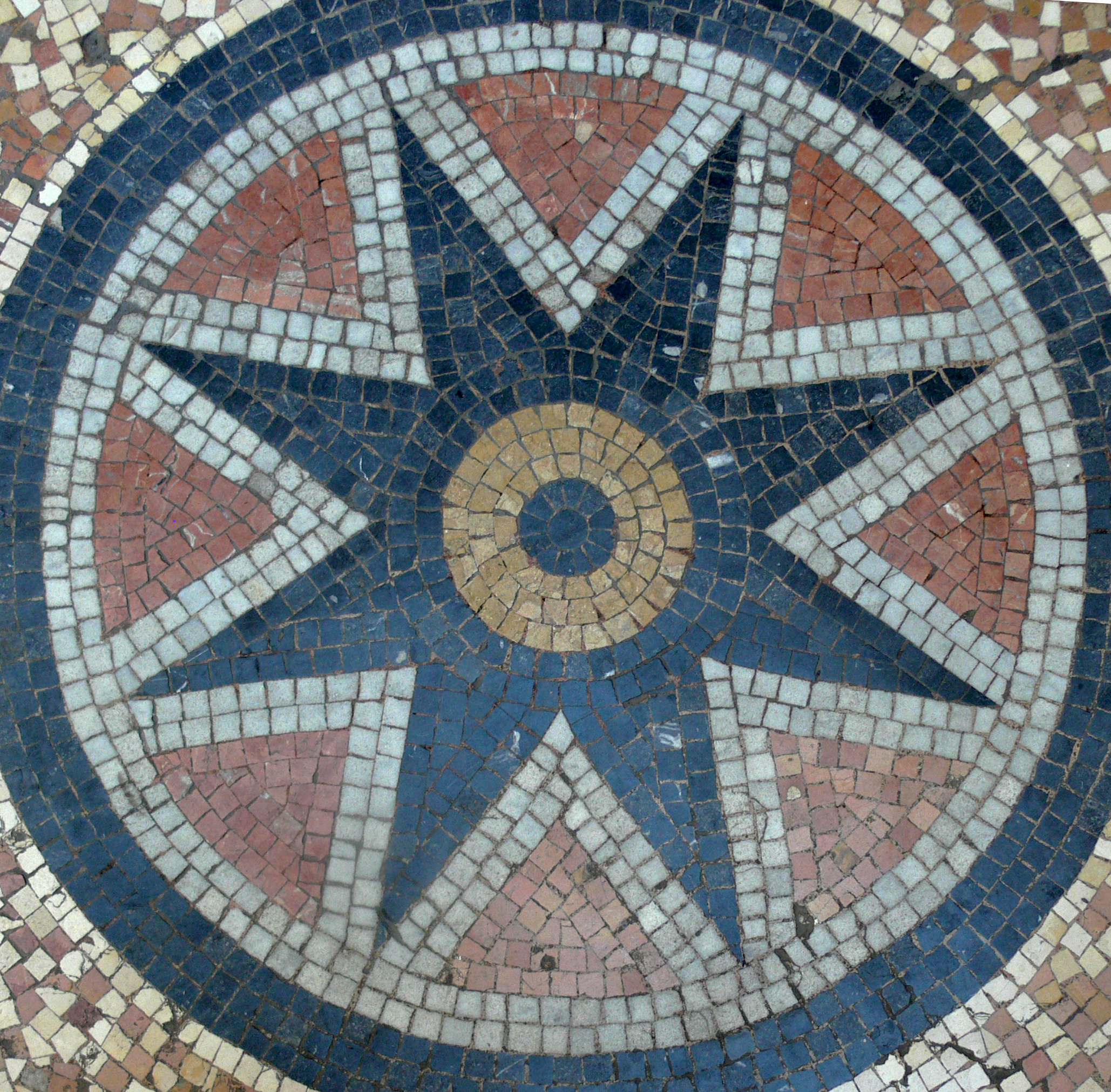
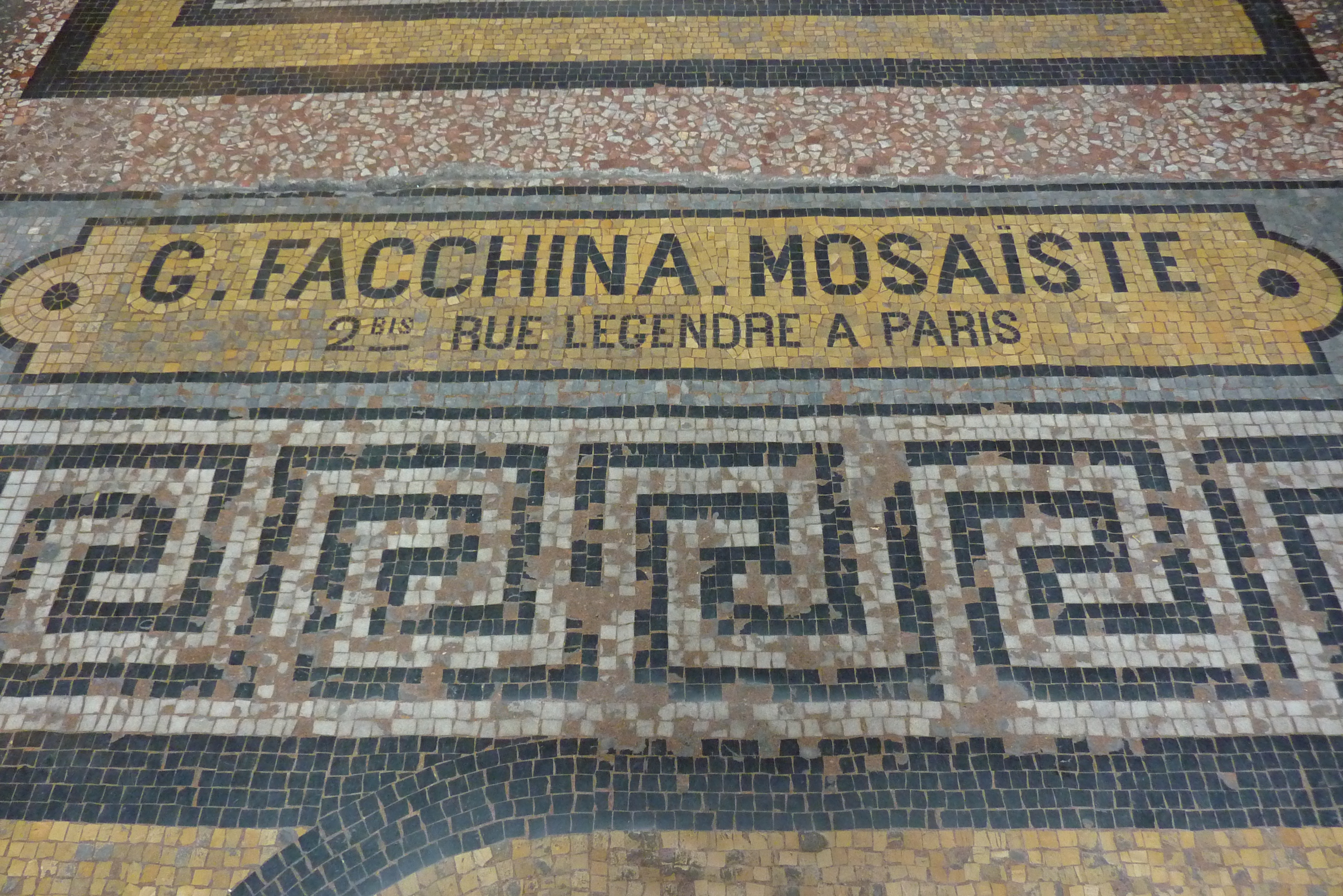
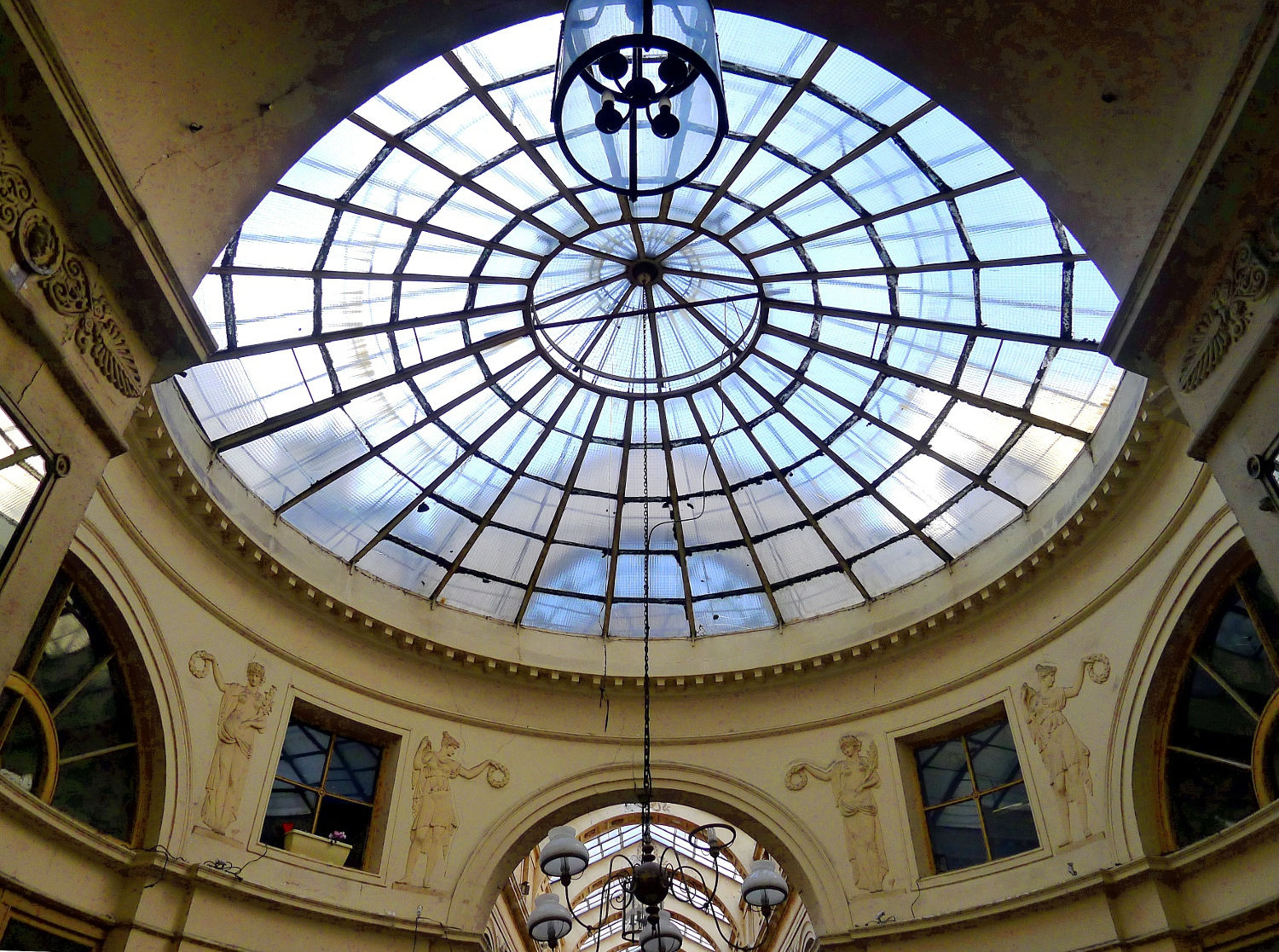
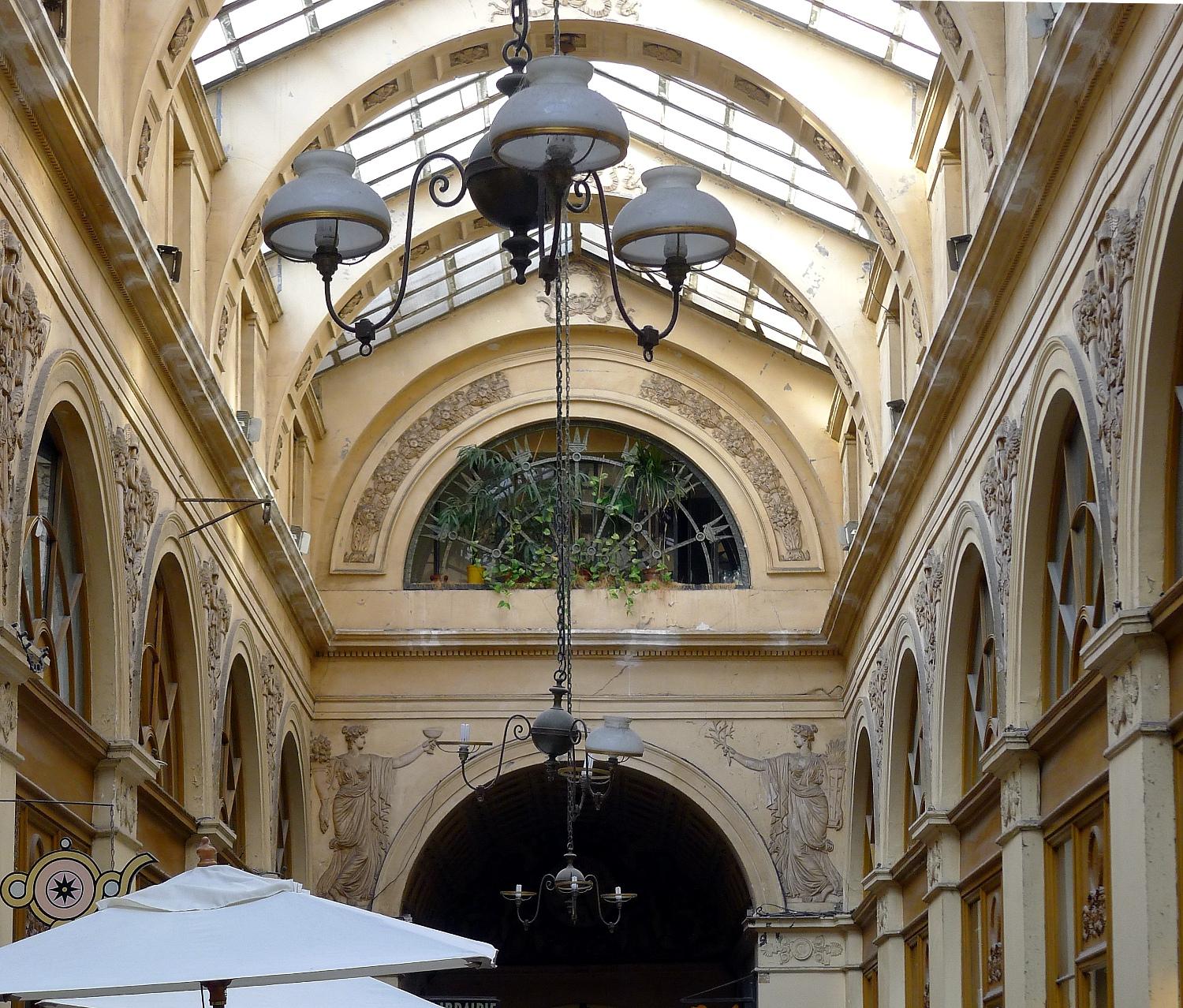
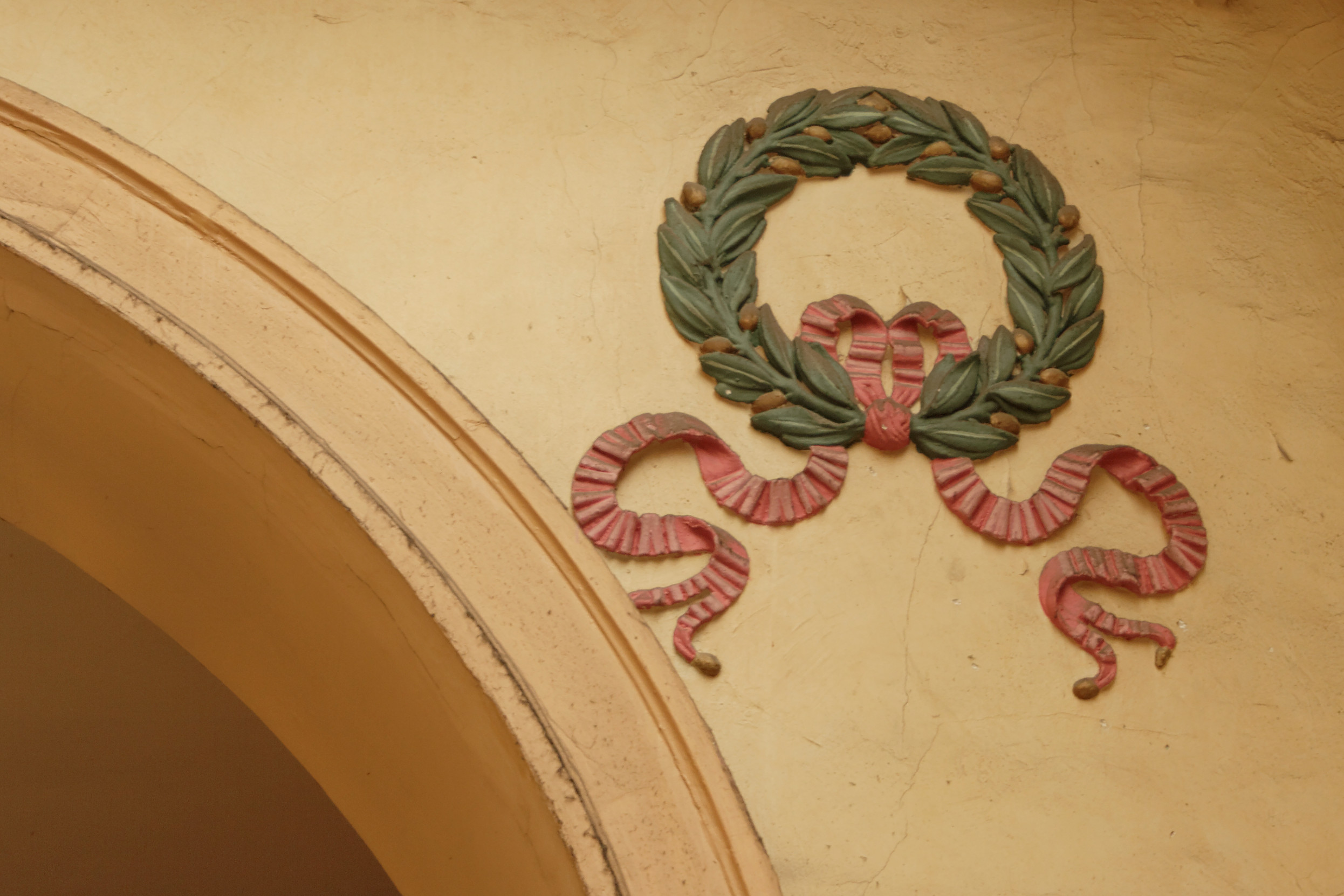